# Пакистан на Светском првенству у атлетици на отвореном 2017.
Пакистан је учествовао на Светском првенству у атлетици на отвореном 2017. одржаном у Лондону од 4. до 13. августа четрнаести пут. Репрезентацију Пакистана је представљао један атлетичар који се такмичио у  трци на 400 метара са препонама,.
На овом првенству представник Пакистана није освојио медаљу, нити је поправио неки рекорд.

## Учесници
Мушкарци:
- Мехбуб Али — 400 м препоне

## Резултати

### Мушкарци
| Атлетичар  | Дисциплина    | Лични рекорд | Квалификације | Квалификације | Полуфинале           | Полуфинале           | Финале               | Финале       | Детаљи |
| Атлетичар  | Дисциплина    | Лични рекорд | Резултат      | Место         | Резултат             | Место                | Резултат             | Место        | Детаљи |
| ---------- | ------------- | ------------ | ------------- | ------------- | -------------------- | -------------------- | -------------------- | ------------ | ------ |
| Мехбуб Али | 400 м препоне | 51,15        | 52,24         | 8. у гр. 5    | Није се квалификовао | Није се квалификовао | Није се квалификовао | 34 / 36 (40) |        |